# Cene Prevc
Cene Prevc, né le 12 mars 1996 à Kranj, est un sauteur à ski slovène.

## Biographie
Ses frères Domen et Peter, médaillé mondial et olympique sont également des sauteurs à ski. Il est licencié au club de sa ville natale Kranj.

## Carrière
Cene Prevc participe à des compétitions FIS à partir de 2011. En 2013, après une victoire sur le Festival olympique de la jeunesse européenne, soit quatre ans après le succès de son frère Peter, il remporte une médaille d'or avec ses coéquipiers aux Championnats du monde junior à Liberec. Finalement il fait ses débuts en Coupe du monde en mars 2014 en Slovénie à Planica, se classant seizième.
Après notamment une huitième place au grand tremplin d'Oberstdorf dans le cadre de la Tournée des quatre tremplins 2016-2017, soit son premier top dix en Coupe du monde, il obtient une sélection pour les Championnats du monde à Lahti, se classant 43e au petit tremplin.
En février 2020, il monte sur son premier podium par équipes en Coupe du monde à Lahti.

## Palmarès

### Jeux olympiques
| Épreuve / Édition | Pékin 2022                         |
| Petit tremplin    | -                                  |
| Grand tremplin    | 12e                                |
| Par équipes       | Médaille d'argent, Jeux olympiques |
| Par équipes mixte | -                                  |

### Championnats du monde
| Épreuve / Édition | Épreuve / Édition | Lahti 2017 | Oberstdorf 2021 |
| Petit tremplin    | Petit tremplin    | 43e        | 15e             |
| Grand tremplin    | Grand tremplin    | -          | 9e              |
| Par équipes       | Par équipes       | -          | 5e              |

### Coupe du monde
- Meilleur classement général : 10e en 2022.
- 1 podium en individuel : 1 troisième place.
- 3 podiums par équipes : 2 deuxièmes places et 1 troisième place.
- 2 podiums par équipes mixte : 1 victoire et 1 deuxième place.

#### Classements en Coupe du monde
| Année     | Classement général final |
| 2013-2014 | 70e                      |
| 2014-2015 | 59e                      |
| 2016-2017 | 40e                      |
| 2019-2020 | 33e                      |
| 2020-2021 | 38e                      |
| 2021-2022 | 10e                      |

### Championnats du monde junior
| Épreuve / Édition | Liberec 2013 | Val di Fiemme 2014 | Almaty 2015 |
| Individuel        | 11e          | 9e                 | 12e         |
| Par équipes       | Or           | 6e                 | 5e          |

### Coupe continentale
- 2e du classement général estival en 2014.
- 16 podiums, dont 5 victoires.

### Festival olympique de la jeunesse européenne
- Médaille d'or au concours par équipes en 2013.
- Médaille d'or au concours individuel en 2013.
- Modèle:Médaille d'argenr Médaille d'argent au concours par équipes mixtes en 2013.